# Себряков, Михаил Сидорович
Михаил Сидорович Себряков (около 1735—1815) — бригадир армии (с 1784 года), крупный землевладелец, участник Семилетней войны, Русско-турецкой войны (1768), подавления восстания Емельяна Пугачёва.

## Биография
Родился около 1735 года в семье казачьего командира Сидора Себрякова.
На службе с 1750 года; в 1756 году по челобитию отца был Высочайше пожалован в старшины. 7 мая 1756 года в Черкасске был обвенчан с Анной Ивановной Фроловой, дочерью походного атамана Низового корпуса, старшины Ивана Васильевича Фролова, правнучкой и единственной наследницей донского походного атамана Фрола Минаева.
Вместе с отцом участвует в Семилетней войне, в прусской и турецкой (1768 год) кампаниях. С 1767 года с четырьмя полками находился в Крыму в корпусе генерал-поручика Берга, отличился в двух сражениях под Перекопом, в котором им было взято четыре неприятельских знамени. 14 июня 1771 года участвовал в переходе через Сиваш. С 1763 года — полковник армии. 30 сентября 1771 года Указ об отставке с выдачей пожалованной ранее медали и 30 червонцев к ней.
24 мая 1762 года Именным Указом Императора Петра III за отцовские и личные заслуги полковнику М. С. Себрякову был пожалован весь Кобылянский юрт в вечное и потомственное владение. В связи с тем, что Войсковое Правление попыталось оспорить Императорский Указ, 15 декабря 1763 года Указом Императрицы Екатерины II пожалование было подтверждено с одновременным наложением штрафа в 10 тысяч рублей на Войсковое Правление за «не должное исполнение Высочайшего Указа».
В 1774 году был назначен начальником «поголовного ополчения донцов для усмирения Емельки Пугачева», но болезнь, а также нескорые сборы казаков вынудили М. С. Себрякова, при приближении пугачёвцев, оставить дом и бежать в августе 1774 года с семьей в Новохопёрскую крепость. По настоянию Потёмкина Войсковая Канцелярия признала его за это достойным смерти, было решение его повесить, но это решение не было утверждено императрицей. Она ограничилась тем, что у него отобрали земли и 20 казаков «находившихся в его услужении». Вскоре последовал Указ о прощении его провинности, об освобождении из-под стражи, восстановлении в чинах и возвращении пожалованных раньше земель.
В 1782 году, при возмущении ногайских татар, был призван в строй и назначен командиром 3-й бригады в корпусе генерала Суворова; особо отличился 10 сентября 1782 года при разбитии силами своей бригады ногайской орды на реке Куго-Ея за Манычем, за что был пожалован золотой медалью на шею и саблей «за отличную храбрость» и при них ковшом; Именным Указом 24 ноября 1784 года был пожалован в бригадиры; в 1785 году был при окончательном усмирении ногайцев; в 1786 году — атаман Зимовой станицы в Санкт-Петербурге. При окончательной отставке (конец 1786 года или начало 1787 года) был пожалован второй золотой саблей с надписью «За храбрость» и «Похвальной грамотой»
В 1790-х годах за М. С. Себряковым числилось около 450 душ крестьян мужского пола, несколько мельниц на речках Арчеда, Берёзовая и Тишанка (все притоки реки Медведица). В начале XIX века им была основана слобода Ново-Михайловская, или Михайловка-Себрякова (ныне город Михайловка).

## Семья
- супруга — Фролова, Анна Ивановна
  - дети — Степан (около 1769 г — 1826), Василий (около 1761—1808), Алексей (около 1761 — убит под Измаилом в 1790 году), Анна, Мария[2].